# Пітер Діксон (веслувальник)
Пітер Діксон (англ. Peter Dickson; 27 серпня 1945 — 27 червня 2008) — австралійський академічний веслувальник.
Срібний призер Олімпійських Ігор 1968 року в складі вісімки.